# Iers College (Leuven)

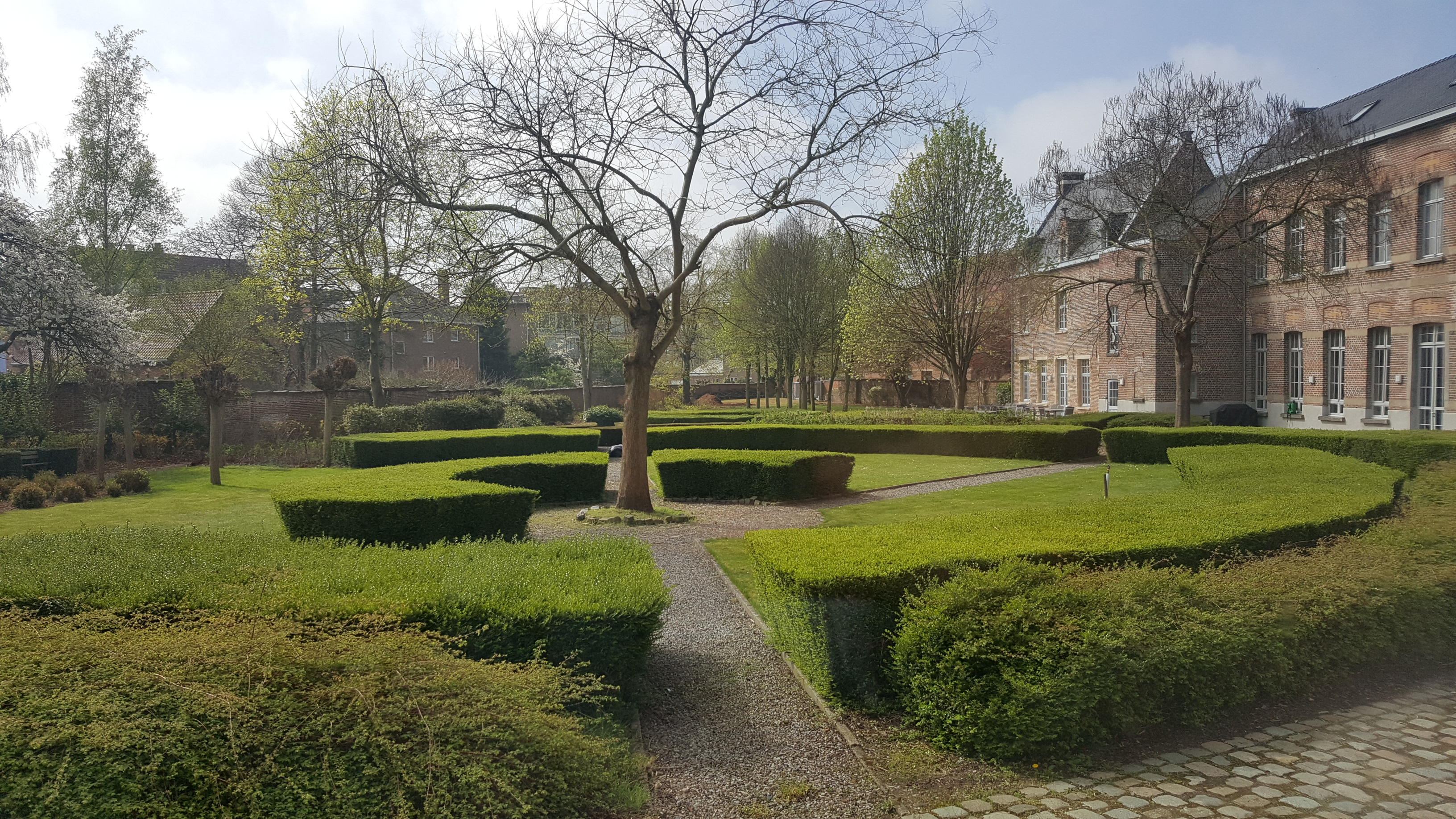
Iers College in Leuven

Het Iers College, of het Klooster der Ierse minderbroeders, is een voormalig kloostergebouw in Leuven, België, in de toenmalige Spaanse en Oostenrijkse Nederlanden. Vandaag betrekken de Ierse minderbroeders nog slechts een deel van het domein. Het gebouw is gelegen aan het Pater Damiaanplein en de Janseniusstraat.

## Iers College (1610-1797)

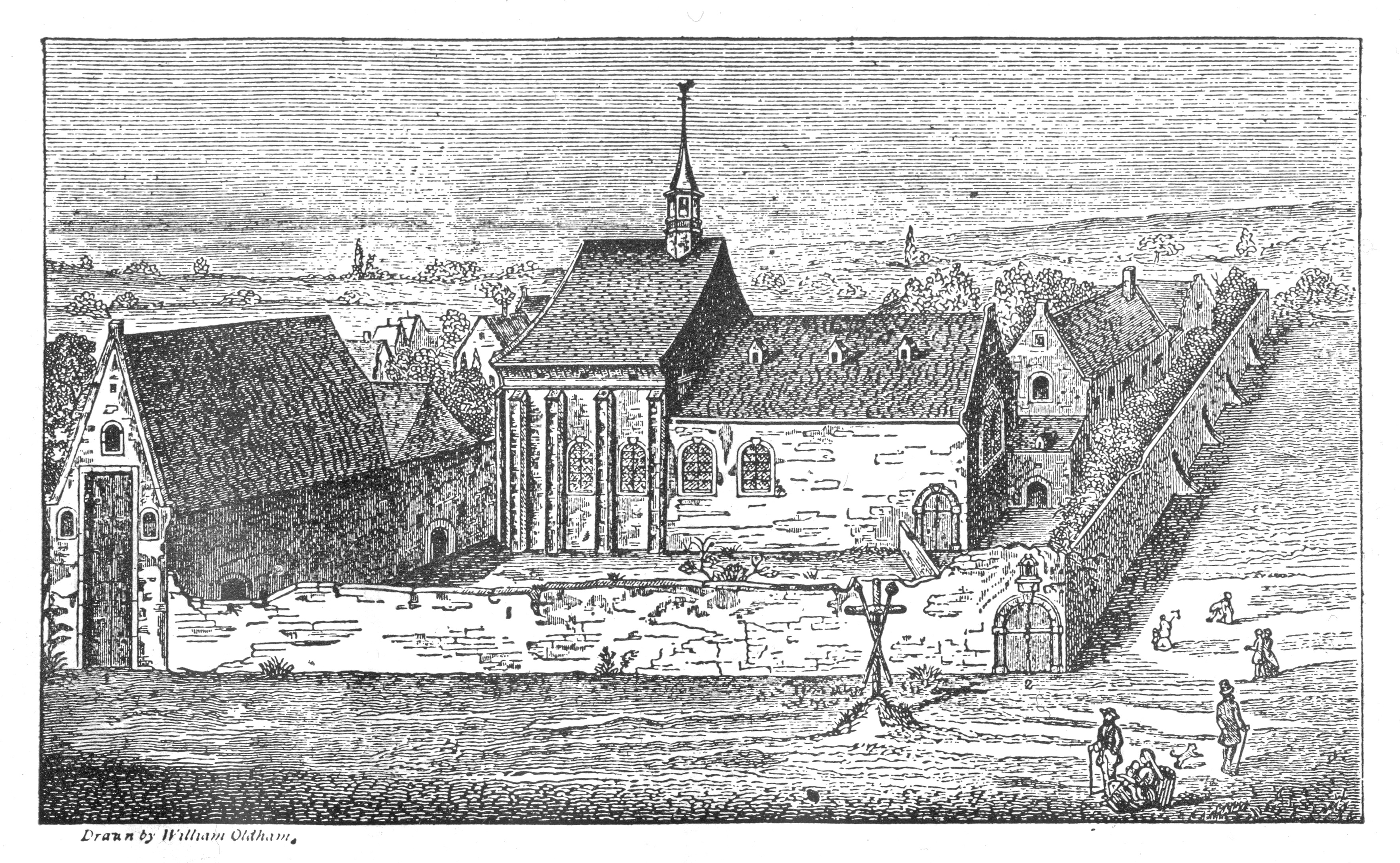
Iers College (17e eeuw)

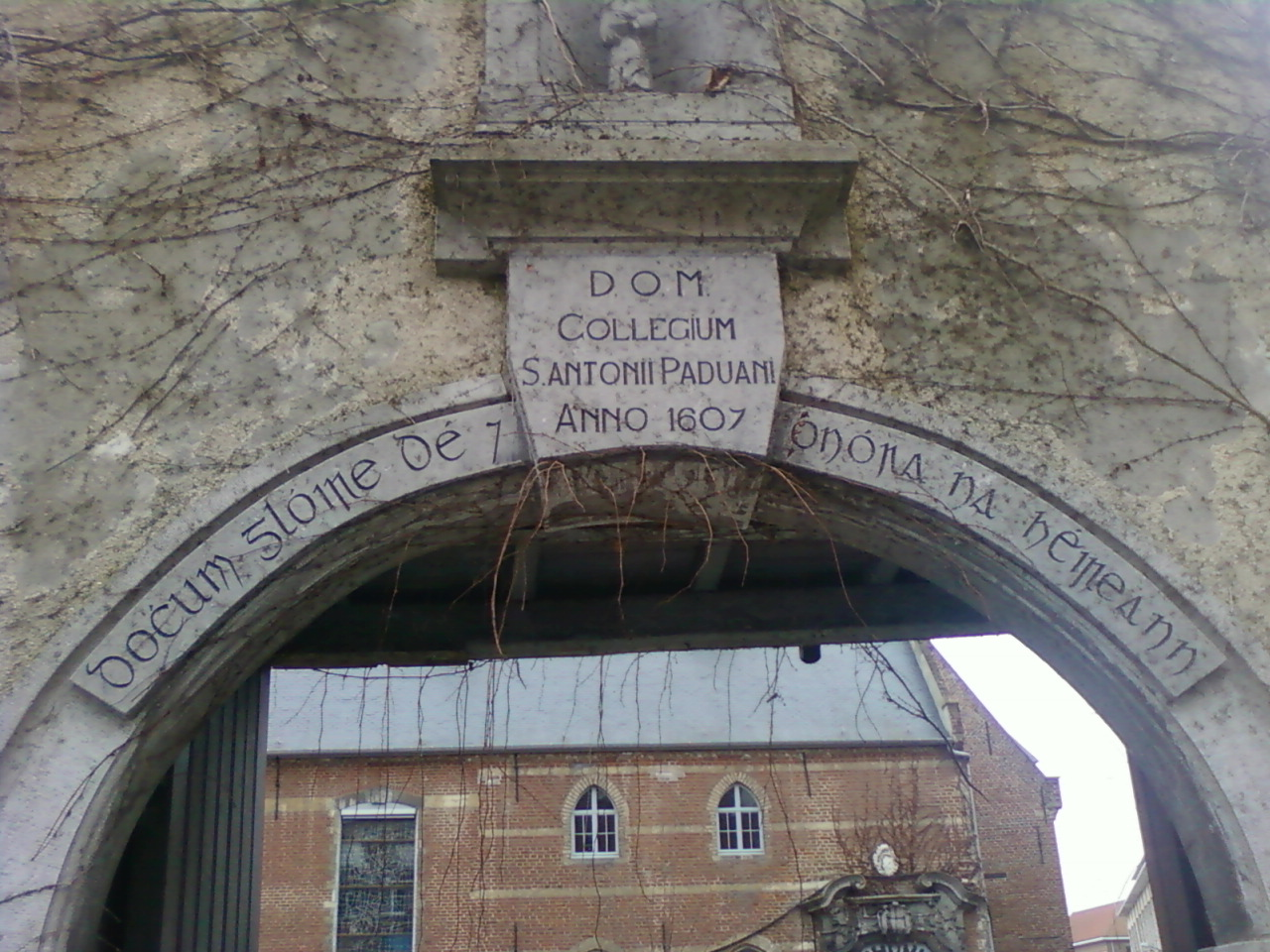
Ingangspoort

Het buskruitverraad door Engelse katholieken (1605) beantwoordde het koninkrijk Engeland met vervolgingen van katholieken tot in het koninkrijk Ierland. Zo verspreidden de Ierse minderbroeders zich over verschillende Europese steden. Onder meer in Lissabon en Praag werd een Irish College opgericht. Het idee om zich in Spanje te vestigen lieten ze varen; in de plaats trokken ze naar de Spaanse Nederlanden, meer bepaald Leuven. De Spaanse koning Filips III was dit plan gunstig gezind (1609): hij organiseerde een jaarlijkse rente te betalen aan deze bedelorde in Leuven. In 1610 kochten de monniken een huis en terreinen aan de Varkensmarkt, vandaag het Pater Damiaanplein in Leuven. De beschermheilige van het klooster was Antonius van Padua, een grote heilige van de minderbroeders. De Middeleeuwse naam van het plein Varkensmarkt veranderde om die reden naar Sint-Antoniusplein (vandaag Pater Damiaanplein dus). Het kloostercomplex met stallingen, tuin en moestuin werd uitgebouwd.
In 1607 legden aartshertogen Albrecht van Oostenrijk en Isabella van Spanje de eerste steen van de kapel. Het Iers College huisvestte tientallen Ierse minderbroeders, waarvan er verschillende familie waren van Ierse katholieke landadel. Het Iers College kreeg giften van Ierse welgestelden en ook van het hertogdom Brabant. De Ierse bisschop Dominic de Burgo woonde er in ballingschap. De latere bisschop Nicolas French studeerde in het Iers College.
Het Iers college werd een centrum van Ierse contrareformatie in West-Europa. Het Iers college bouwde een drukkerij en er werden tientallen Ierse boeken uitgegeven, met speciale aandacht voor de Ierse grammatica, heiligenlevens en geschiedenis. Het Spaanse vorstenhuis gaf nog jaren toelagen aan het klooster in de 18e eeuw, ook al behoorden de Zuidelijke Nederlanden toen tot Oostenrijk. In 1753 werd de kapel heropgebouwd in de vorm, zoals ze nu nog bestaat.

## 19e eeuw en later
Het Frans bestuur in Leuven schafte het klooster af. Op dat moment leefden er vijftien religieuzen in het College, vijf Ieren en tien Brabanders. Het klooster werd in twee loten openbaar verkocht. De bewaker Jacques Cowan slaagde erin om het geheel in handen te krijgen. Het College kreeg na hem meerdere bestemmingen:
- 1800-1806: Geestelijken uit Bergen hadden er hun studiehuis.
- 1806-1812: Mevrouw Cicercule Paridaens gaf er onderricht aan meisjes; nadien verhuisden zij naar het Hollands College aan hetzelfde plein.
- 1812-1822: Franse troepen hadden er hun kazerne; het werd ook een magazijn voor porselein en een hooischuur.
- 1822-1828: Geestelijken met missiewerk hadden er hun intrek.
- 1828-1922: De Broeders van Liefde hadden er, een eeuw lang, een lagere school voor jongensonderwijs.

In 1922 kregen de Ierse minderbroeders het collegegebouw terug in handen. Zij richtten er een studentenhuis in voor Ierse studenten. In 1984 werd een groot deel van de gebouwen, inclusief de kapel, afgestaan aan het The Leuven Institute for Ireland in Europe. Deze niet-gouvernementele organisatie wil Ierland en Noord-Ierland op de Europese kaart zetten en werkt samen met de Katholieke Universiteit Leuven. Dit Instituut heeft ook burelen in Belfast en Dublin en legt zich toe op studie- en zakencontacten.